# Violon baroque
Le violon baroque, ou dessus de violon, est un terme contemporain désignant le violon dans sa forme utilisée durant la période baroque et jusqu'à la fin du XVIIIe siècle, période à partir de laquelle l'instrument subit de profondes transformations.

## Description
La spécificité du violon baroque tient au fait qu'il présente les caractéristiques de jeux et techniques propres aux instruments tels qu'ils étaient supposés être lors de la création des œuvres jouées. Il permet ainsi une interprétation musicale fidèle à l'esprit du répertoire abordé, dans un souci d'interprétation historiquement informée. De très rares exemplaires non modernisés subsistent, mais l'essentiel des sources historiques provient de l'iconographie des époques concernées (peintures et gravures). Sa réapparition eut lieu vers 1950-1960 grâce à des interprètes tels qu'Alice Harnoncourt, Marie Leonhardt et Sigiswald Kuijken, avec pour toile de fond la redécouverte du répertoire baroque.
De nos jours, on peut distinguer trois catégories d'instruments :
- les instruments maintenus durant des siècles dans leur état d'origine, qui sont très rares ;
- les instruments d'époque retransformés dans leur état d'origine ;
- les répliques fabriquées d'après les instruments originaux.

## Caractéristiques de l'instrument baroque

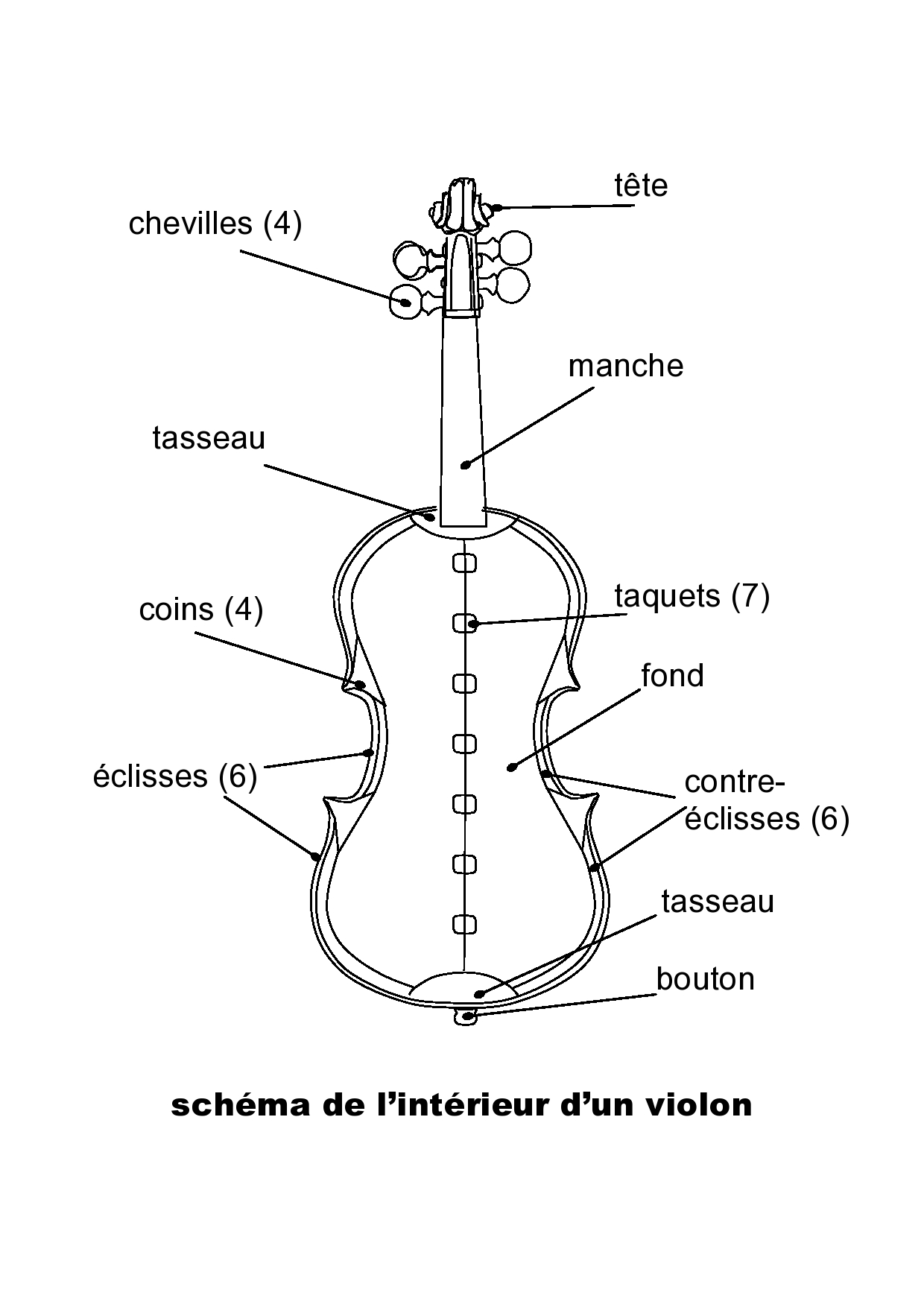
Anatomie du violon.

Le violon baroque est souvent défini par comparaison avec le violon moderne, ce qui peut être source de confusion et de lieu commun. Selon les époques et les régions de fabrication, les instruments présentent des caractéristiques très variées dont il serait difficile de réaliser un inventaire exhaustif, car il n'existait aucune norme en la matière. Néanmoins, il présente plusieurs caractéristiques remarquables :

### Accord

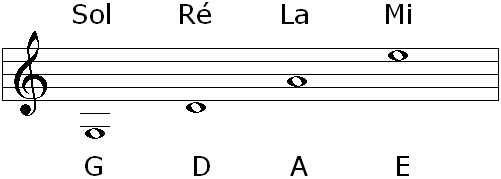
L'accord du violon.

Le violon baroque est usuellement accordé par quintes Sol³ - Re⁴ - La⁴ - Mi⁵, mais il peut également l'être en scordatura, technique que l'on trouve notamment dans le répertoire de compositeurs germaniques du XVIIe siècle.
La hauteur de diapason utilisée, quant à elle, est très variable en fonction de la période et de la région ciblée (de 390 à 460 Hz) même si la convention note un diapason en La 415 Hz.

### Cordes

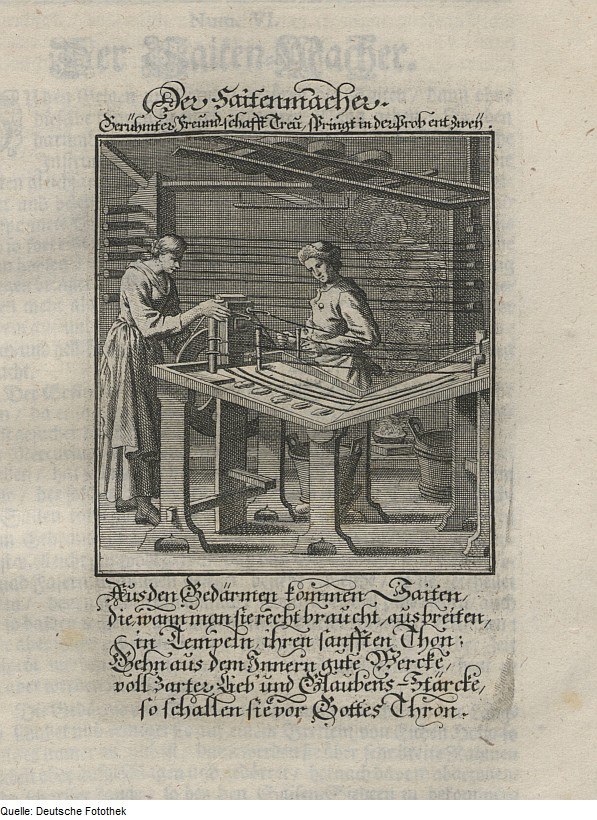
Christoph Weigel, Der Saitenmacher, Ratisbonne, 1698.

Les cordes sont manufacturées essentiellement en boyau de mouton (du fait du grand nombre de bêtes tuées pour l'alimentation), mais aussi en boyau de bœuf. Les cordes harmoniques s'obtiennent par torsion de boyaux préalablement nettoyés et débarrassés de toute impureté. Ils sont ensuite polis et huilés pour la conservation. La torsion permet de rendre la corde cylindrique et homogène. Elle peut être plus ou moins forte selon les qualités acoustiques recherchées. Leur calibre varie en fonction de la longueur vibrante de l'instrument, de l'importance du renversement du manche, de l'épaisseur de la table d'harmonie et de la hauteur du diapason. Marin Mersenne décrit en 1636 dans son Harmonie universelle l'inconvénient de l'utilisation de cordes en boyau :

« Or il n'y a nul doute, que les circonstances du temps, des lieux, et des différentes eaux rendent les chordes en boyau pires, ou meilleures, de là vient que les meilleures chordes viennent de Rome, ou d'autres lieux d'Italie. [...] J'ajoute seulement que les chordes en boyaux sont encore plus sujettes à la difformité, et à l'inégalité que celles de métal. [...] Et puis les cordiers tordent quelquefois davantage les chordes dans un lieu que dans un autre, ou n'apportent pas une égale diligence à toutes les parties, soit pour les autres circonstances, auxquelles on peut rapporter la fausseté des chordes qui vient le plus souvent de leur inégalité, ou de quelqu'autre qualité. »

Ce témoignage illustre les contraintes de jeu sur cordes en boyaux nus liées à la qualité de fabrication, mais rend aussi hommage au savoir-faire des cordiers italiens, ces derniers jouissant alors d'une solide réputation en Europe quant à la qualité de leur production. Il faut aussi prendre en compte l'absence d'outils permettant de mesurer le calibre des cordes avec précision avant le XVIIIe siècle, la qualité de manufacture de corde harmonique était donc très inégale selon les cordiers ; ces derniers protégeant de surcroit leur secret de fabrication. Du fait de leur calibre important, le son est plus difficile à émettre sur les cordes les plus graves (sol et ré) : Pour tenter d'y remédier, les boyaudiers italiens eurent l'idée d'en accroître la masse par forte torsion de boyaux (cordes retorses), ou bien encore en chargeant les boyaux de sels métalliques. Tout ceci permettant d'augmenter la masse linéaire des cordes tout en réduisant leur calibre. À partir de 1660 environ, se généralise la technique du filetage des cordes avec un fil de cuivre ou d'argent. On trouve des cordes demi-filées ou intégralement filées à cet effet. John Playford, maître de danse et éditeur anglais, en mentionne pour la première fois l'usage en 1664. Jean de Sainte-Colombe, violiste, en popularise l'usage en France vers 1680 (attesté en 1687 par Jean Rousseau dans son Traité de la viole). Ainsi, l'Encyclopédie de Diderot et D'Alembert fait mention dès 1762 de l'utilisation courante des cordes filées pour sol et ré :

« Ces deux dernières cordes, sont filées d'argent ou de cuivre. Ce qu'on appelle des cordes filées; ce sont des cordes de boyau qui sont entourées dans toute leur longueur d'un fil d'argent ou de cuivre argenté fort menu, qui va en tournant tout du long, en sorte que la corde en est toute couverte. »

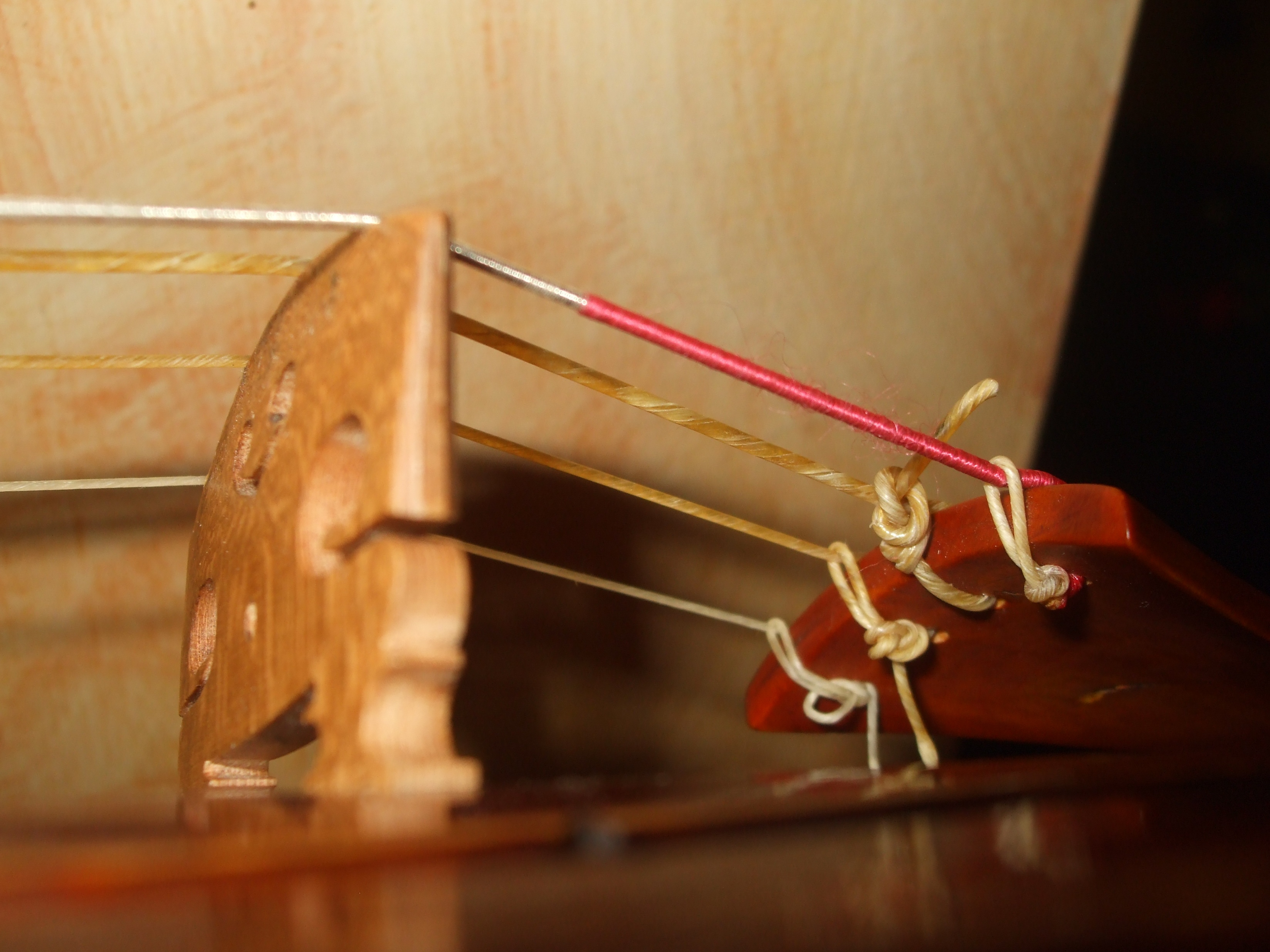
Détail du cordier.

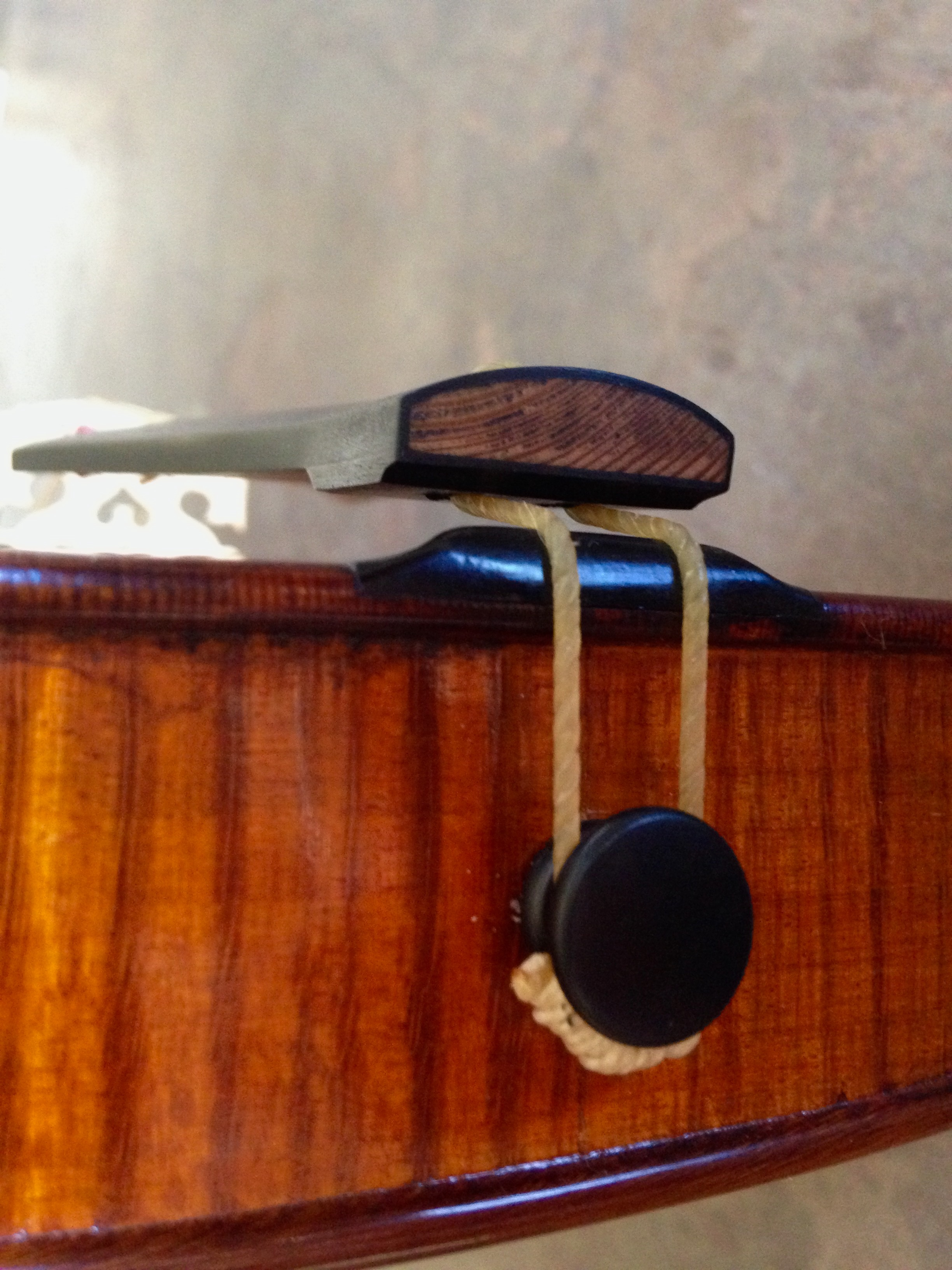
Cordier maintenu à la caisse par une corde en boyau ligaturée.

Pour le violoniste contemporain, le choix des cordes se fera selon le timbre recherché, l'époque de l'œuvre jouée, mais aussi en fonction des possibilités offertes par son instrument. Afin d'obtenir une bonne qualité de jeu, le calibre des cordes est choisi selon un principe d'homogénéité de tension au toucher (l'ensemble des cordes devant offrir la même résistance à l'écrasement par le doigt).

### Manche

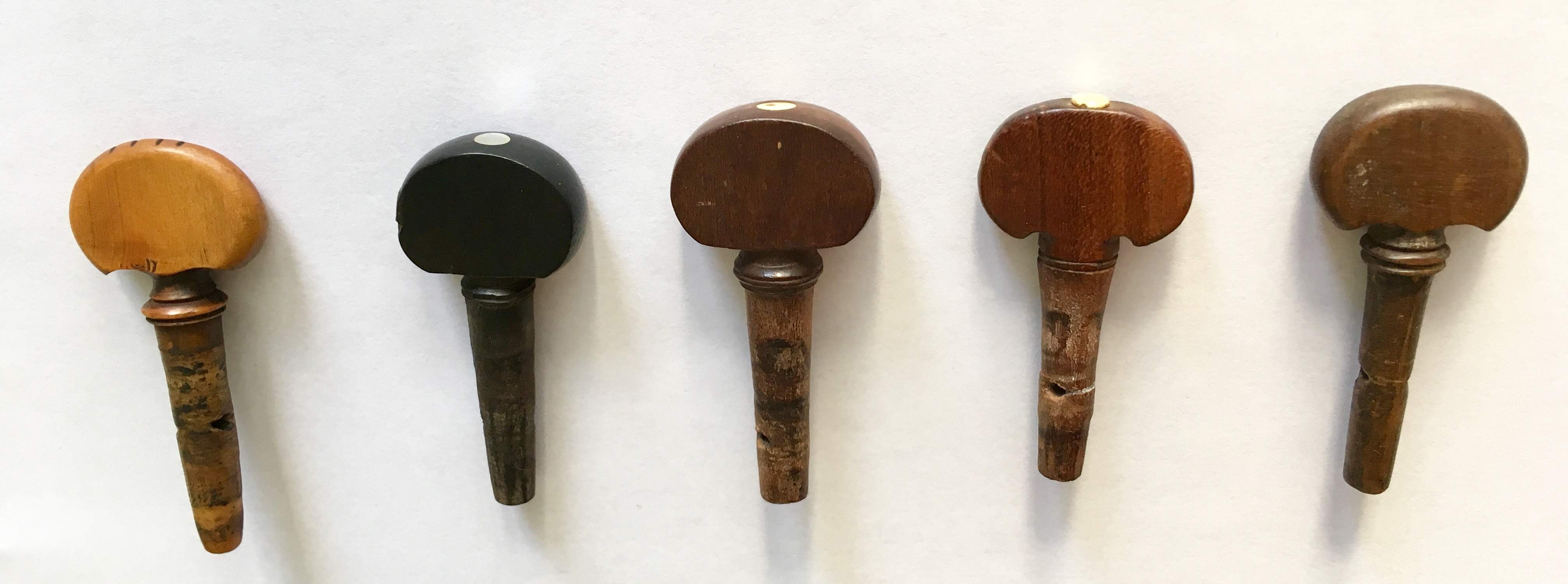
Chevilles de violon des XVIIe et XVIIIe siècles.

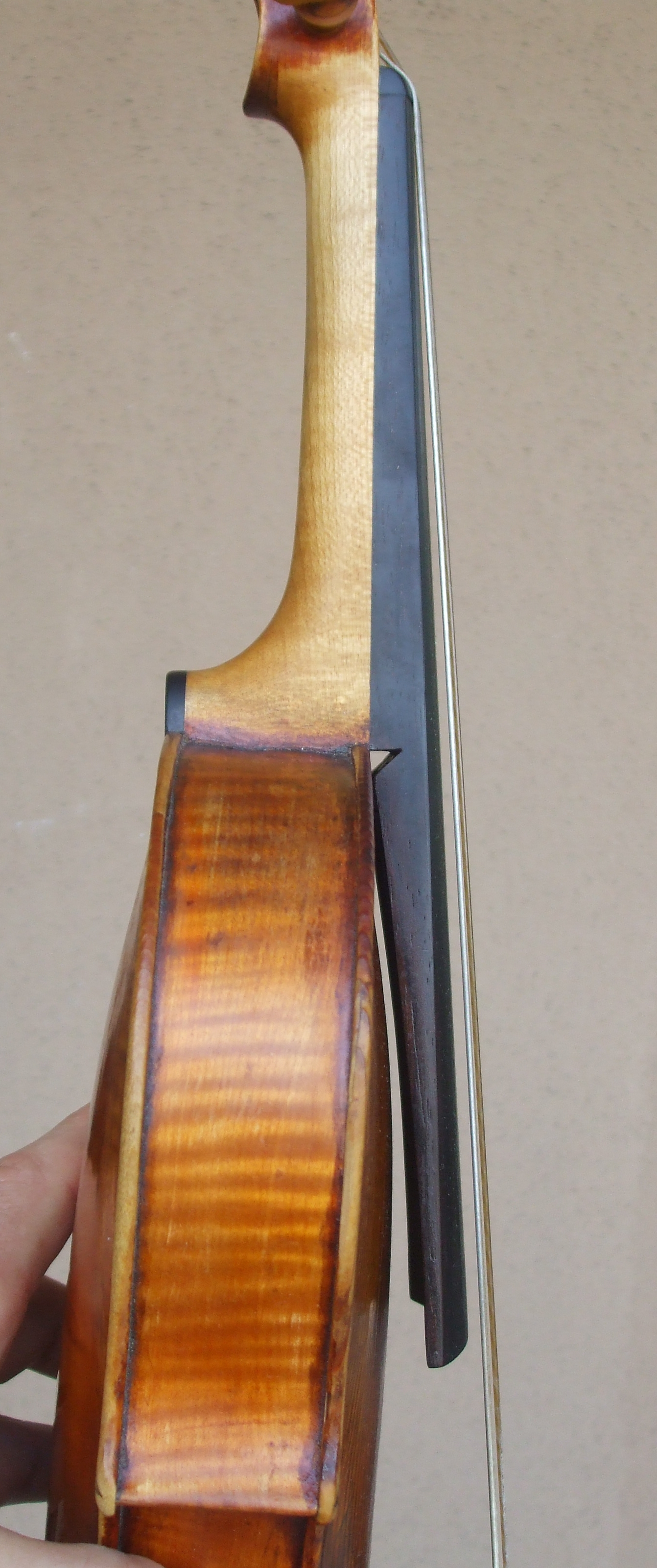
Détail du manche.

Le manche, cloué sur le tasseau de la caisse et d'une longueur variable selon les luthiers, est généralement épais, afin de favoriser une bonne tenue de l'instrument, mais s'affine au fil des siècles pour faciliter les démanchés. La touche, originellement faite de buis ou d'érable, sera finalement fabriquée en ébène à partir des années 1660 afin d'en limiter l'usure par la sueur et les cordes filées en métal, ces dernières creusant un sillon induit par le frottement. Sa longueur augmentera au cours du XVIIIe siècle, permettant ainsi d’accroître l'ambitus de l'instrument. Le renversement du manche et de la touche, originellement nul ou faible, s'accentuera pour les violons fabriqués à partir de la deuxième moitié du XVIIe siècle pour répondre à l'accroissement de la puissance sonore des instruments. Bien que ce ne soit pas une généralité, beaucoup de volutes arborent des sculptures allégoriques représentant une tête humaine ou animale (« têtes de lion » chez Jakob Stainer). Certains luthiers faisaient faire les volutes par des sculpteurs, plus habiles qu'eux-mêmes dans cet art: par exemple, il est connu qu'un certain "Lafille" sculptait des volutes pour la plupart des grands luthiers parisiens du XVIIIe siècle.[réf. nécessaire]

### Chevalet

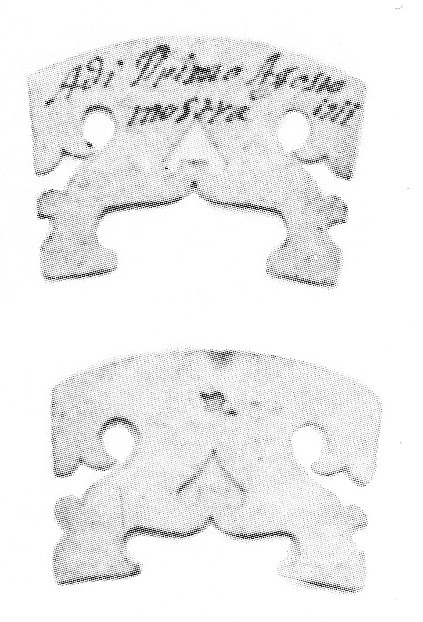
Modèle de chevalet, par A. Stradivari.

Le chevalet est une pièce d'érable très ouvragée. Il fait le lien entre les cordes et la caisse, mais aussi entre les deux parties de la table. Il est appelé « Bridge » en anglais, « Ponticello » en italien, expressions pouvant être traduites par le terme « pont » ; en effet sa forme connecte les centres d'un Vesica piscis, le chevalet ferait donc symboliquement le lien entre le monde des Dieux et le monde des hommes. Sa position sur la caisse de l'instrument a beaucoup évolué entre le XVIe et le début du XVIIe siècle car elle est conditionnée à la présence d'une structure interne dans la caisse de l'instrument (âme et barre d'harmonie). Les instruments fabriqués au cours du XVIe siècle en étant dépourvus, le chevalet était installé au plus près du cordier afin de produire un son relativement homogène entre les cordes les plus aiguës et les plus graves. De plus, une position basse du chevalet augmente la longueur vibrante de la corde, permettant ainsi d'avoir recours à une hauteur de diapason très grave (la : 390 Hz). L'arrondi de la partie supportant les cordes s'est accentué au cours du XVIe siècle, puis devint dissymétrique dans le but de privilégier un jeu monodique, et plus seulement polyphonique. Le dessin du chevalet varie selon les luthiers, les plus connus étant celles de Stradivari et de Guarneri..

### Caisse

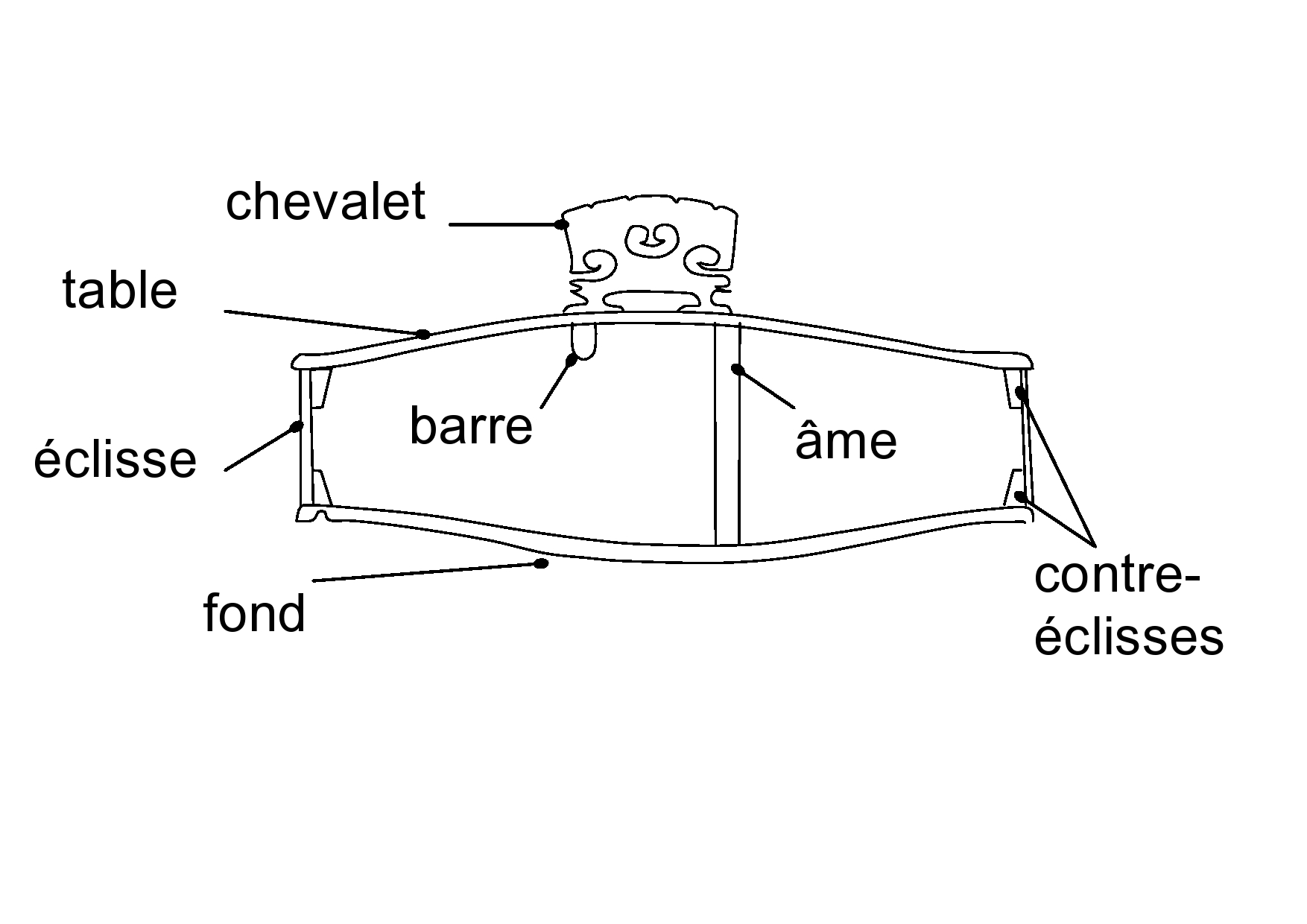
Schéma de coupe d'un violon

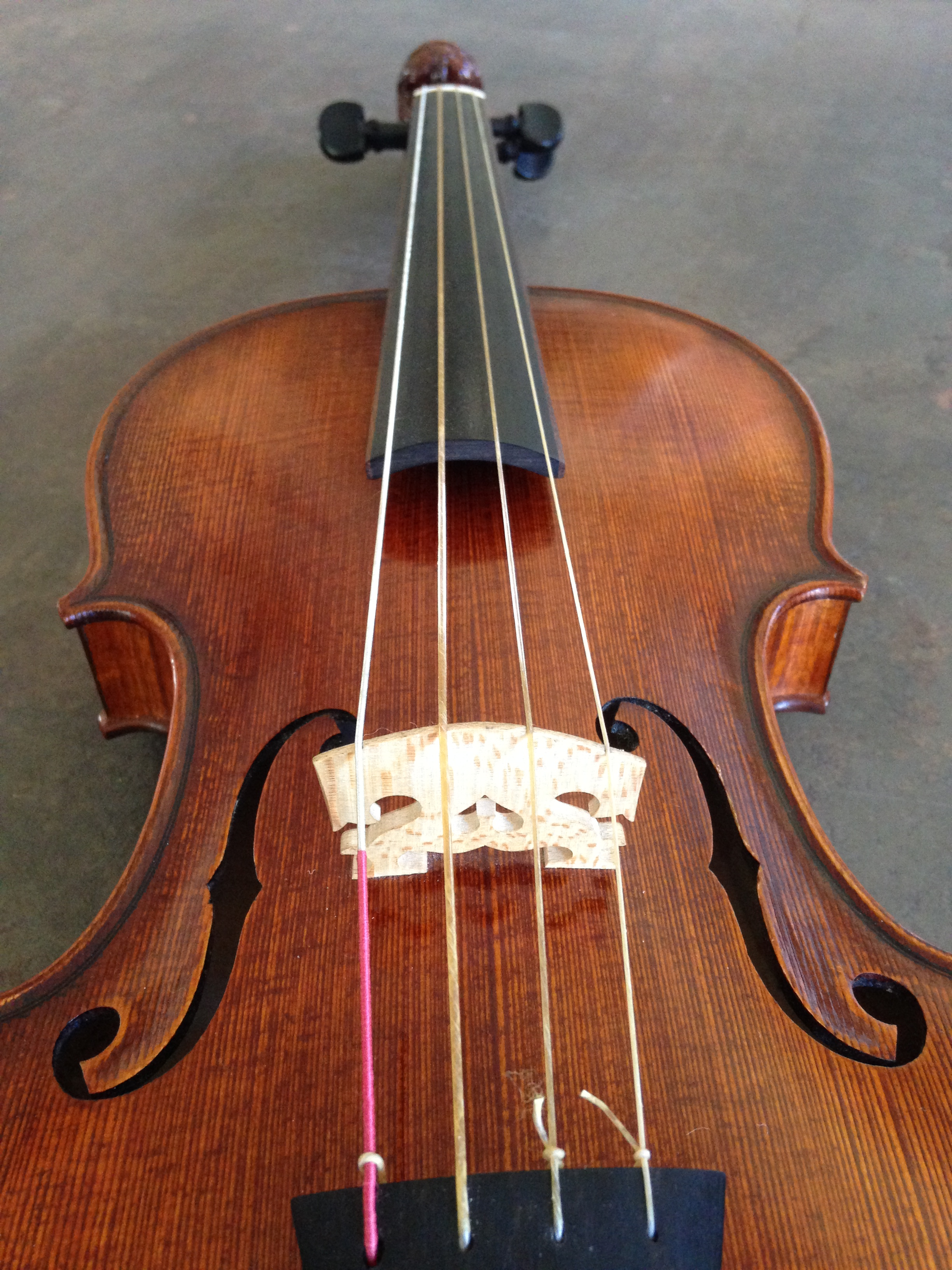
Cordes en boyau pur sur ré, la et mi. Corde filée argent sur sol.

La caisse est de forme et de longueur très variable. Les caisses des instruments fabriqués jusqu'au début du XVIIIe siècle présentent de manière générale de gros volumes, les voûtes étant très prononcées de manière à produire un son très ample et riche, mais au détriment d'une forte capacité de projection. La principale innovation technologique du violon par rapport aux instruments à cordes frottées du Moyen Âge (vièle, viola da braccio) est l'apparition d'une structure interne à la caisse de l'instrument, ceci afin d'en optimiser le timbre et d'en renforcer les registres aigus et graves. La présence d'une âme, pièce d'épicéa faisant le lien entre la table et le fond de l'instrument semble être attestée autour des années 1590 ; originellement de section carrée et située au centre de la caisse (ayant un rôle primitif de renfort pour contrer la pression des cordes sur la table d'harmonie), l'âme trouvera sa position définitive sous le pied droit du chevalet et avec une section ronde vers le milieu du XVIIe siècle. Marin Mersenne décrit en 1636 : « un petit bâton que l'on relève par l'ouye quand il est tombé », faisant clairement allusion à une âme amovible située de manière asymétrique, sous les cordes les plus aiguës de la viole. C'est à cette même époque que la barre d'harmonie, pièce d'érable longitudinale collée sous le pied gauche du chevalet, semble avoir été inventée. Il semble que les plus vieux instruments encore existants, notamment ceux fabriqués par Andrea Amati, fussent dépourvus de structure interne à l'origine.

### Archet

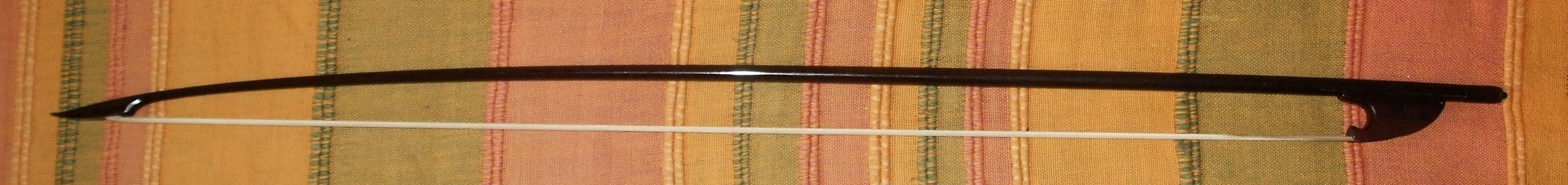
Archet de violon du XVIIe siècle

L'archet baroque se présente sous la forme d'un arc, la mèche étant tendue par écrasement du pouce à l'origine, puis par le déplacement de la hausse (hausse coincée, crémaillère, la tension par ensemble vis/écrou commence à apparaître après 1700).

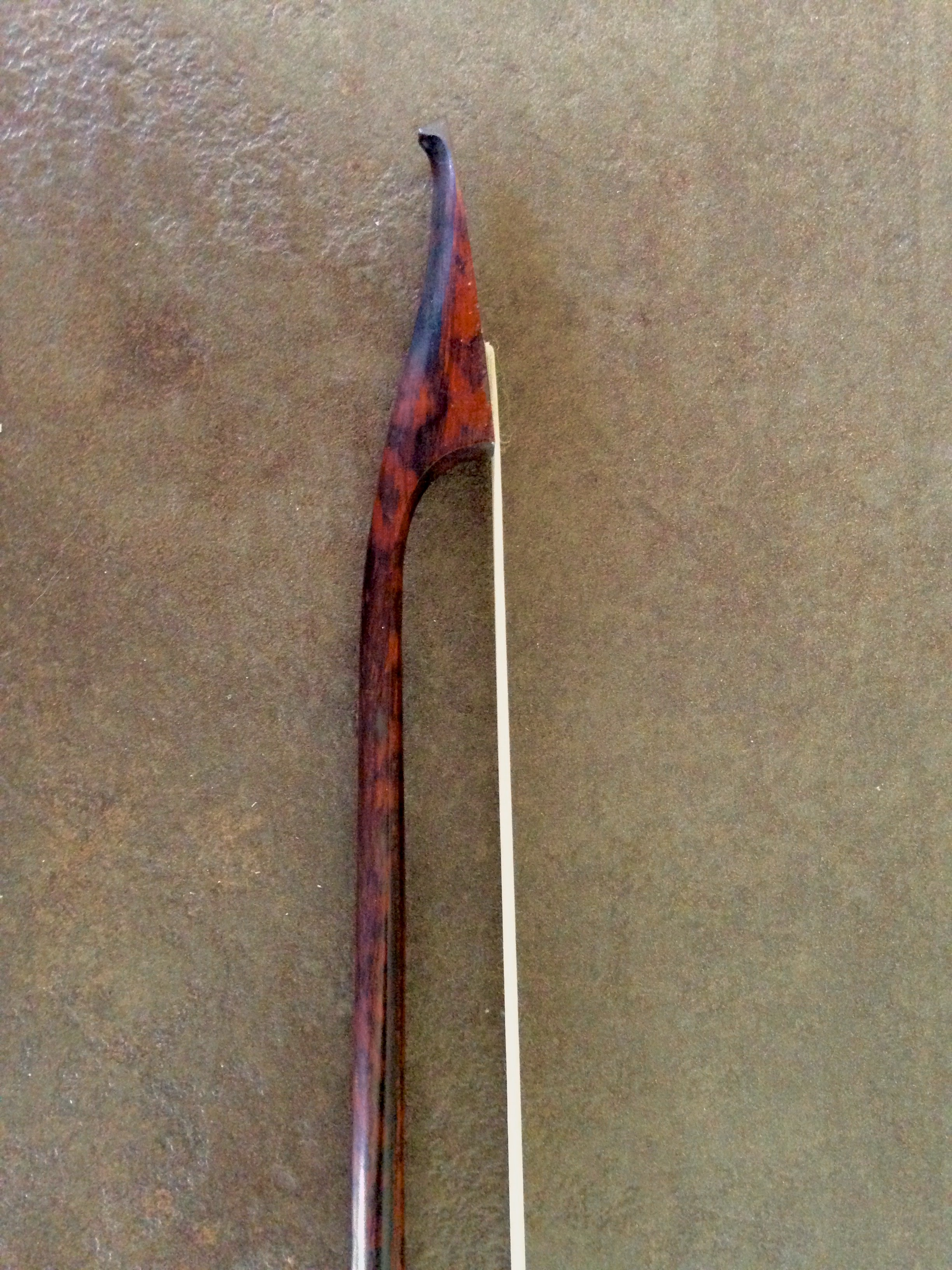
Archet de violon en copie du XVIIIe siècle, pointe.

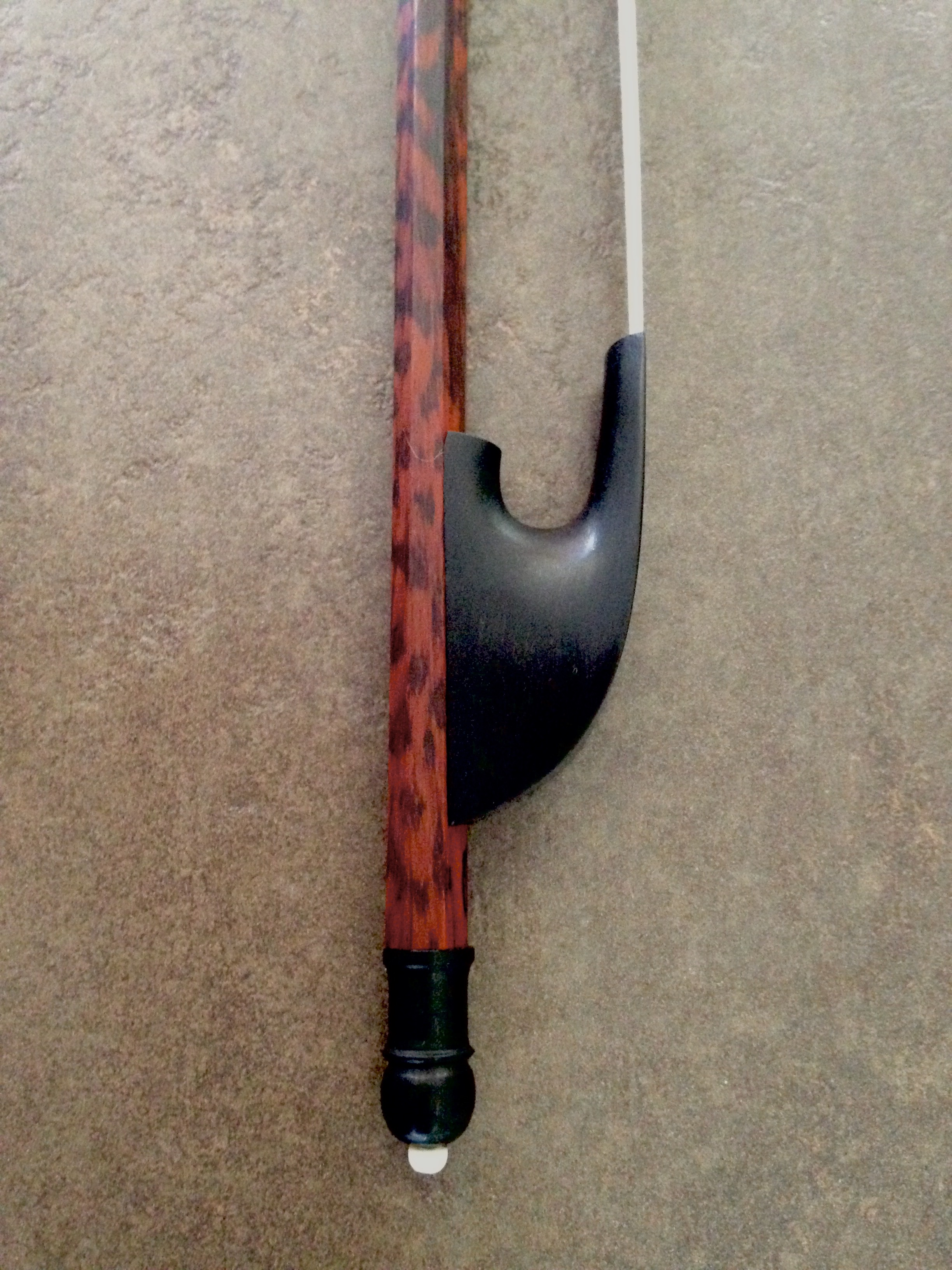
Archet de violon en copie du XVIIIe siècle, hausse.

## Technique de jeu

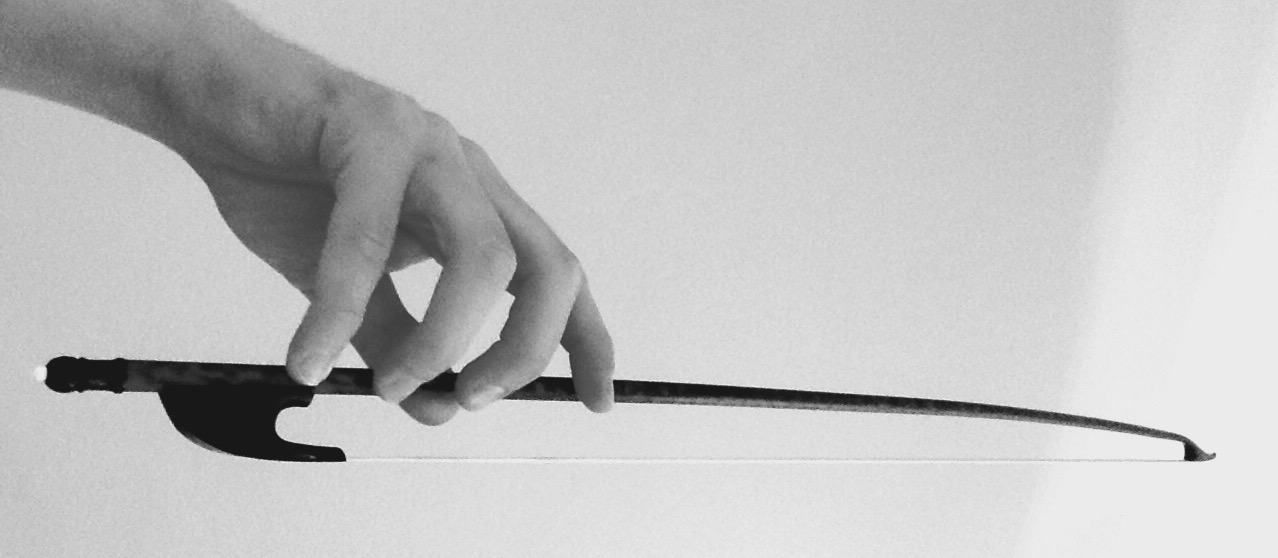
Tenue de l'archet.

## Modernisation

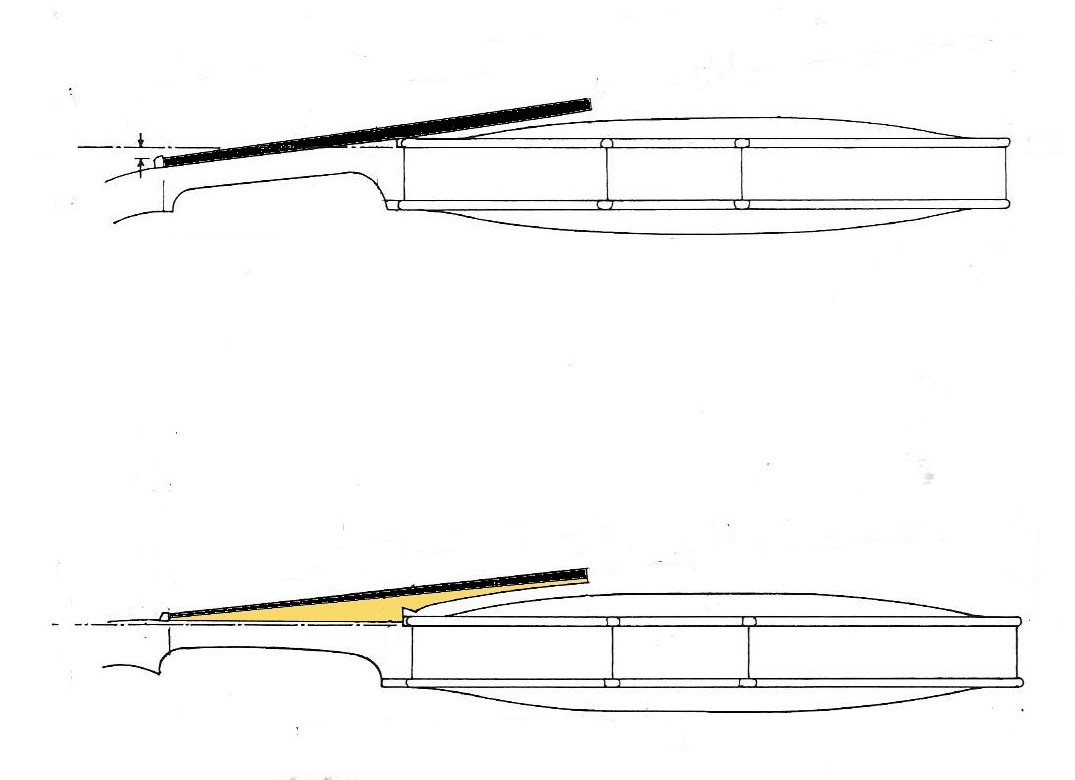
Comparaison du renversement de manche entre un violon moderne (en haut) et un violon baroque (en bas).

## Luthiers

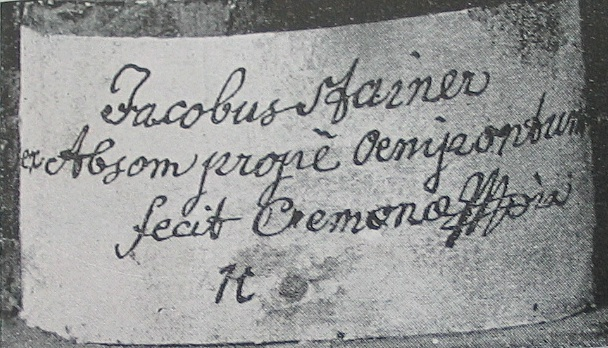
Etiquette Jakob Stainer

Historiques

### France
- Jacques Boquay
- Andrea Castagneri
- Nicolas-Augustin Chappuy
- Jean-Nicolas Lambert
- Claude Pierray
- Louis Guersan
- Léopold Renaudin

### Italie
- Girolamo Amati
- Andrea Amati
- Niccolò Amati
- Andrea Guarneri
- Bartolomeo Giuseppe Antonio Guarneri
- Pietro Giovanni Guarneri
- Giuseppe Giovanni Guarneri
- Pietro Guarneri
- Giovanni Paolo Maggini
- Domenico Montagnana
- Gasparo da Salò
- Antonio Stradivari
- David Tecchler
- Carlo Giuseppe Testore
- Giovanni Battista Guadagnini

### Allemagne
- Johann Christian Hoffmann
- David Christian Hopf
- Carl Friedrich Hopf
- Andreas Hoyer
- Mathias Klotz
- Sebastian Klotz
- Joachim Tielke

### Autriche
- Franz Geissenhof
- Nikolaus Leidolff
- Anton Posch
- Jakobus Stainer

### Grande-Bretagne
- Richard Duke
- Joseph Hill
- Edward Pamphilon
- Peter Wamsley

Luthiers contemporains
- Dmitry Badiarov (de)
- Roger Graham Hargrave
- Christian Rault

## Interprètes (choix)
- Chiara Banchini
- Amandine Beyer
- Gilbert Bezzina
- Fabio Biondi
- Patrick Bismuth
- Guillaume Rebinguet-Sudre
- Patrick Cohën-Akenine
- Stéphanie-Marie Degand
- Lucy van Dael (de)
- Odile Edouard
- François Fernandez
- Andres Gabetta
- Enrico Gatti
- Mira Glodeanu
- Reinhard Goebel
- Alice Harnoncourt
- Sigiswald Kuijken
- Marie Leonhardt
- Florence Malgoire
- Andrew Manze
- Robert Mealy (en)
- Riccardo Minasi
- Enrico Onofri
- Rachel Podger
- David Plantier
- Johannes Pramsohler (en)
- Leila Schayegh
- Hélène Schmitt
- Veronika Skuplik
- Ryo Terakado (en)
- Elisabeth Wallfisch (en)
- Emilio Moreno